# Nesmoth
Nesmoth là một đô thị thuộc tỉnh Mascara, Algérie. Dân số thời điểm năm 2002 là 4.414 người.